# Adiestramima
Adiestramima is een geslacht van rechtvleugeligen uit de familie grottensprinkhanen (Rhaphidophoridae). De wetenschappelijke naam van dit geslacht is voor het eerst geldig gepubliceerd in 1998 door Gorochov.

## Soorten
Het geslacht Adiestramima omvat de volgende soorten:
- Adiestramima bicolor Gorochov, 2002
- Adiestramima citrea Gorochov, 1992
- Adiestramima modesta Gorochov, 1992
- Adiestramima multa Gorochov, 1994
- Adiestramima perfecta Gorochov, 2002
- Adiestramima proxima Gorochov, 1994